# Makowa Góra
Makowa Góra, Makowska Góra, Makówkowa Góra (ok. 720 m) – mało wybitny wierzchołek w bocznym, południowo-wschodnim grzbiecie we wschodniej części Beskidu Andrychowskiego (Beskid Mały). Odchodzi w południowo-wschodnim kierunku od znajdującego się w głównej grani po północno-wschodniej stronie Gronia Jana Pawła II wierzchołka 819 m i oddziela doliny dwóch potoków: Tarnawka (po zachodniej stronie) i Jaszczurówka (po wschodniej stronie). Niżej na Cybiku grzbiet ten zakręca w północno-wschodnim kierunku i biegnie poprzez Zamczysko (Bielówkę) i Baśkówkę, kończąc się wzniesieniem Patrii (Jedlicznika).
Makowa Góra jest całkowicie porośnięta lasem. Jej grzbietem biegnie granica między wsiami Tarnawa Górna (stok południowo-zachodni) i Jaszczurowa (stok północno-wschodni) oraz niebieski szlak turystyczny.

## Nazewnictwo i problemy z lokalizacją
W różnych źródłach Makówkowa Góra jest traktowana jako szczyt lub grzbiet i ma różne nazwy. Państwowy rejestr nazw geograficznych i lotnicza mapa Geoportal podają ją jako szczyt Makowa Góra z wysokością ok. 720 m, na mapie Compass jest to grzbiet Makowska Góra, podobnie na topograficznej mapie Geoportalu. Nazwy te pochodzą od należącego do Tarnawy Górnej przysiółka Makówki leżącego u południowego podnóża szczytu. Aleksy Siemionow podaje nazwę Makówkowa Góra, ale obejmującą szczyt 819 m (według Siemionowa ok. 820 m) oraz całe jego południowo-wschodnie ramię. Według Siemionowa topografowie nazwa Makowa Góra jest wynikiem pomyłki austriackich topografów, którzy z powodu nieznajomości polskiego języka (a także z powodu polskiej pisowni) często na mapach zniekształcali nazwy używane przez miejscową ludność. Błędna nazwa nadana przez austriackich kartografów utrzymała się jednak na polskiej mapie PPWK z 1980 r. i stała się oficjalną nazwą w państwowym rejestrze nazw geograficznych. W przewodniku turystycznym „Beskid Mały” szczyt 819 m ma nazwę Królewizna.

## Szlaki turystyczne
Tarnawa Górna – Makowa Góra – Schronisko PTTK Leskowiec. Czas przejścia: 1:05 h, 45min.